# Entebbe
Entebbe là một thành phố ở vùng Trung, Uganda. Nó nằm trên một bán đảo thuộc hồ Victoria, cách thủ đô Kampala khoảng 36 km (22 mi) về phía tây nam. Entebbe từng là trụ sở của Chính phủ Bảo hộ Uganda trước khi nước này giành độc lập vào năm 1962. Thành phố có Sân bay quốc tế Entebbe, sân bay quân sự và thương mại lớn nhất của Uganda. Theo cuộc điều tra dân số năm 2014, nơi này có dân số là 69.958 người.

## Địa lý

### Khí hậu
Entebbe có khí hậu rừng mưa nhiệt đới (phân loại khí hậu Köppen Af). Lượng mưa trung bình hàng năm là hơn 1600 mm.
| Dữ liệu khí hậu của Entebbe, Uganda (1961–1990)                     | Dữ liệu khí hậu của Entebbe, Uganda (1961–1990) | Dữ liệu khí hậu của Entebbe, Uganda (1961–1990) | Dữ liệu khí hậu của Entebbe, Uganda (1961–1990) | Dữ liệu khí hậu của Entebbe, Uganda (1961–1990) | Dữ liệu khí hậu của Entebbe, Uganda (1961–1990) | Dữ liệu khí hậu của Entebbe, Uganda (1961–1990) | Dữ liệu khí hậu của Entebbe, Uganda (1961–1990) | Dữ liệu khí hậu của Entebbe, Uganda (1961–1990) | Dữ liệu khí hậu của Entebbe, Uganda (1961–1990) | Dữ liệu khí hậu của Entebbe, Uganda (1961–1990) | Dữ liệu khí hậu của Entebbe, Uganda (1961–1990) | Dữ liệu khí hậu của Entebbe, Uganda (1961–1990) | Dữ liệu khí hậu của Entebbe, Uganda (1961–1990) |
| Tháng                                                               | 1                                               | 2                                               | 3                                               | 4                                               | 5                                               | 6                                               | 7                                               | 8                                               | 9                                               | 10                                              | 11                                              | 12                                              | Năm                                             |
| ------------------------------------------------------------------- | ----------------------------------------------- | ----------------------------------------------- | ----------------------------------------------- | ----------------------------------------------- | ----------------------------------------------- | ----------------------------------------------- | ----------------------------------------------- | ----------------------------------------------- | ----------------------------------------------- | ----------------------------------------------- | ----------------------------------------------- | ----------------------------------------------- | ----------------------------------------------- |
| Cao kỉ lục °C (°F)                                                  | 31.3 (88.3)                                     | 31.7 (89.1)                                     | 30.6 (87.1)                                     | 30.0 (86.0)                                     | 28.9 (84.0)                                     | 27.8 (82.0)                                     | 28.1 (82.6)                                     | 28.9 (84.0)                                     | 29.8 (85.6)                                     | 29.6 (85.3)                                     | 31.7 (89.1)                                     | 29.5 (85.1)                                     | 31.7 (89.1)                                     |
| Trung bình ngày tối đa °C (°F)                                      | 26.3 (79.3)                                     | 27.3 (81.1)                                     | 26.7 (80.1)                                     | 26.0 (78.8)                                     | 25.4 (77.7)                                     | 25.2 (77.4)                                     | 25.3 (77.5)                                     | 25.9 (78.6)                                     | 26.5 (79.7)                                     | 26.5 (79.7)                                     | 26.0 (78.8)                                     | 26.5 (79.7)                                     | 26.1 (79.0)                                     |
| Tối thiểu trung bình ngày °C (°F)                                   | 18.0 (64.4)                                     | 18.3 (64.9)                                     | 18.5 (65.3)                                     | 18.4 (65.1)                                     | 18.0 (64.4)                                     | 17.8 (64.0)                                     | 17.2 (63.0)                                     | 17.4 (63.3)                                     | 17.4 (63.3)                                     | 17.7 (63.9)                                     | 17.9 (64.2)                                     | 17.8 (64.0)                                     | 17.9 (64.2)                                     |
| Thấp kỉ lục °C (°F)                                                 | 13.0 (55.4)                                     | 10.7 (51.3)                                     | 14.4 (57.9)                                     | 12.2 (54.0)                                     | 14.3 (57.7)                                     | 14.0 (57.2)                                     | 10.0 (50.0)                                     | 12.0 (53.6)                                     | 13.2 (55.8)                                     | 13.9 (57.0)                                     | 14.3 (57.7)                                     | 13.8 (56.8)                                     | 10.0 (50.0)                                     |
| Lượng Giáng thủy trung bình mm (inches)                             | 86.7 (3.41)                                     | 84.4 (3.32)                                     | 184.5 (7.26)                                    | 264.4 (10.41)                                   | 253.8 (9.99)                                    | 116.2 (4.57)                                    | 72.1 (2.84)                                     | 77.8 (3.06)                                     | 79.0 (3.11)                                     | 127.6 (5.02)                                    | 171.7 (6.76)                                    | 120.6 (4.75)                                    | 1.638,8 (64.52)                                 |
| Số ngày giáng thủy trung bình (≥ 1.0 mm)                            | 7.3                                             | 7.3                                             | 13.1                                            | 16.8                                            | 16.2                                            | 9.4                                             | 6.9                                             | 6.3                                             | 7.1                                             | 10.7                                            | 13.6                                            | 10.2                                            | 124.9                                           |
| Độ ẩm tương đối trung bình (%)                                      | 76                                              | 76                                              | 77                                              | 79                                              | 79                                              | 78                                              | 77                                              | 78                                              | 76                                              | 75                                              | 76                                              | 76                                              | 77                                              |
| Số giờ nắng trung bình tháng                                        | 234                                             | 204                                             | 205                                             | 181                                             | 191                                             | 187                                             | 197                                             | 194                                             | 194                                             | 205                                             | 202                                             | 214                                             | 2.408                                           |
| Nguồn 1: Tổ chức Khí tượng Thế giới                                 |                                                 |                                                 |                                                 |                                                 |                                                 |                                                 |                                                 |                                                 |                                                 |                                                 |                                                 |                                                 |                                                 |
| Nguồn 2: Deutscher Wetterdienst Viện Khí tượng Đan Mạch (1931–1960) |                                                 |                                                 |                                                 |                                                 |                                                 |                                                 |                                                 |                                                 |                                                 |                                                 |                                                 |                                                 |                                                 |